# Clair Bee
Clair Francis Bee (Grafton, 2 marzo 1896 – Cleveland, 20 maggio 1983) è stato un allenatore di pallacanestro statunitense, attivo nella NCAA e nella NBA.
È membro del Naismith Memorial Basketball Hall of Fame dal 1968 in qualità di contributore

## Palmarès
- 2 volte campione NIT (1939, 1941)